# Шенеберг
Шенеберг је берлинска област. До 2001, Шенеберг је био засебна општина, све док се није ујединио сам Темпелхофом, с којим је оформио нову општину Темпелхоф-Шенеберг.

## Историја
- први документ 1264.
- 1751. Нови Шенеберг такође познат и као "Бемиш-Шенеберг", данашњу Главну улицу, Основали Боемски Weavers*.
- 1760. 7. октобра 1760. уништен заједно са црквом од заједничког напада Аустријанаца и Руса.
- 1874. Стари & Нови Шенеберг постали један ентитет
- 1898. постао општина.
- 1914. Завршена зграда Ратхаус Шенеберг.
- 1920. Ујединио се са Фриденауом, као 11. административна јединица Берлина.
- 2001. Ујединио се са Темпелофом у нову општину Темпелоф-Шенеберг.